# Grand (Vosges)
Grand és un municipi francès, situat al departament dels Vosges i a la regió del Gran Est. L'any 2007 tenia 459 habitants.

## Demografia

### Població
El 2007 la població de fet de Grand era de 459 persones. Hi havia 196 famílies, de les quals 68 eren unipersonals (12 homes vivint sols i 56 dones vivint soles), 52 parelles sense fills, 64 parelles amb fills i 12 famílies monoparentals amb fills.
La població ha evolucionat segons el següent gràfic:
Habitants censats

### Habitatges
El 2007 hi havia 242 habitatges, 200 eren l'habitatge principal de la família, 23 eren segones residències i 19 estaven desocupats. 218 eren cases i 24 eren apartaments. Dels 200 habitatges principals, 159 estaven ocupats pels seus propietaris, 31 estaven llogats i ocupats pels llogaters i 10 estaven cedits a títol gratuït; 8 tenien dues cambres, 32 en tenien tres, 65 en tenien quatre i 95 en tenien cinc o més. 138 habitatges disposaven pel capbaix d'una plaça de pàrquing. A 102 habitatges hi havia un automòbil i a 64 n'hi havia dos o més.

### Piràmide de població
La piràmide de població per edats i sexe el 2009 era:
| Homes | Edats   | Dones |
| ----- | ------- | ----- |
| 0     | 95 o +  | 0     |
| 0     | 90 a 94 | 4     |
| 0     | 85 a 89 | 4     |
| 4     | 80 a 84 | 0     |
| 12    | 75 a 79 | 16    |
| 12    | 70 a 74 | 12    |
| 16    | 65 a 69 | 12    |
| 8     | 60 a 64 | 4     |
| 24    | 55 a 59 | 20    |
| 28    | 50 a 54 | 32    |
| 16    | 45 a 49 | 20    |
| 28    | 40 a 44 | 28    |
| 16    | 35 a 39 | 8     |
| 20    | 30 a 34 | 16    |
| 24    | 25 a 29 | 12    |
| 12    | 20 a 24 | 4     |
| 8     | 15 a 19 | 12    |
| 20    | 10 a 14 | 24    |
| 20    | 5 a 9   | 12    |
| 16    | 0 a 4   | 0     |

## Economia
El 2007 la població en edat de treballar era de 306 persones, 198 eren actives i 108 eren inactives. De les 198 persones actives 169 estaven ocupades (102 homes i 67 dones) i 29 estaven aturades (12 homes i 17 dones). De les 108 persones inactives 39 estaven jubilades, 19 estaven estudiant i 50 estaven classificades com a «altres inactius».

### Ingressos
El 2009 a Grand hi havia 195 unitats fiscals que integraven 447 persones, la mediana anual d'ingressos fiscals per persona era de 15.026 €.

### Activitats econòmiques
Dels 25 establiments que hi havia el 2007, 1 era d'una empresa extractiva, 1 d'una empresa alimentària, 7 d'empreses de fabricació d'altres productes industrials, 3 d'empreses de construcció, 6 d'empreses de comerç i reparació d'automòbils, 2 d'empreses de transport, 1 d'una empresa d'hostatgeria i restauració, 1 d'una empresa immobiliària, 2 d'entitats de l'administració pública i 1 d'una empresa classificada com a «altres activitats de serveis».
Dels 6 establiments de servei als particulars que hi havia el 2009, 1 era una oficina de correu, 1 funerària, 1 paleta, 2 fusteries i 1 restaurant.
Dels 2 establiments comercials que hi havia el 2009, 1 era una botiga de més de 120 m² i 1 una botiga de menys de 120 m².
L'any 2000 a Grand hi havia 7 explotacions agrícoles.

## Equipaments sanitaris i escolars
El 2009 hi havia una escola elemental.

## Poblacions més properes
El següent diagrama mostra les poblacions més properes.